# بيلي كليمنت
بيلي كليمنت هو لاعب كرة قدم هولندي يلعب في فريق بي إي سي زفوله كلاعب كمهاجم. 